# Tamaraxonim
Tamara Khanum (usbekisch: Tamaraxonim; Geburtsname: Тама́ра Артёмовна Петрося́н; * 29. März 1906 in Fargʻona, Provinz Fargʻona, Russisches Kaiserreich; † 30. Juni 1991 in Taschkent, UdSSR) war eine sowjetische, usbekische Tänzerin, Sängerin, Schauspielerin und Choreografin. Sie wurde als Volkskünstlerin der UdSSR ausgezeichnet. Sie war Preisträgerin des Stalinpreises zweiter Klasse. Sie war Armenierin.

## Leben
Ab 1919 trat sie als Teil einer Agitationsbrigade unter der Leitung von Hamza Niyoziy auf. Von 1921 bis 1922 war sie Schauspielerin am Russischen Theater für Oper und Ballett in Taschkent. Im Jahr 1922 begann sie ihr Studium an der Balletttruppe von Taschkent und tanzte in halbprofessionellen Konzertgruppen, die von den ersten usbekischen Künstlern Yatim Bobojonov, Abror Hidoyatov und Ali Ardobus geleitet wurden. Im Jahr 1924 schloss sie das Zentrale Technikum für Theaterkunst (ЦЕТЕТИС, heute ГИТИС) in Moskau ab.
Von 1924 bis 1928 war sie Solistin der Konzerttruppe von Muhitdin Qoriyoqubov (ab 1926 ein konzertethnographisches Ensemble und ab 1928 ein musikexperimentelles Ensemble). Von 1925 bis 1929 trat sie in musikalisch-dramatischen Theatern in Samarqand, Qoʻqon und Andijon auf, wo sie Rollen wie Shirin (Farkhad und Shirin von Khurshid), Gulchekhra (Arschin mal alan von Üzeyir Hacıbəyov) und Halima (Halima von G. Zafari) spielte. Von 1929 bis 1934 arbeitete sie am Samarqand Musical Drama Theater (ab 1931 in Taschkent, umorganisiert zum Usbekischen Musical Drama Theater).
Sie war an der Entwicklung des nationalen Balletttheaters beteiligt. Von 1929 bis 1934 war sie Solistin und eine der Organisatoren des Usbekischen Musical Drama Theaters in Samarkand (ab 1931 in Taschkent), das auf der Grundlage des Musikexperimentellen Ensembles gegründet wurde (ab 1939 Staatliches Usbekisches Opern- und Balletttheater, heute das Alisher-Navoi-Theater). Sie leitete die Tanzgruppe im Theater.
Im Jahr 1933 war sie an der Gründung einer Ballettstudio am Usbekischen Musical Drama Theater beteiligt (später die Usbekische Republikanische Ballettschule, ab 1947 die Usbekische Choreografieschule, heute die Taschkent State Higher School of National Dance and Choreography).
Von 1934 bis 1935 war sie eine der Organisatoren, Ballettmeisterin, Tänzerin und Repertoirepädagogin am Horezm Regional Musical Drama Theater (heute benannt nach Agahi) in Urganch.
Im Jahr 1934 spielte sie die Rolle der Indra in dem Ballett Ferengi von B. K. Yanovsky.
Von 1936 bis 1941 war sie Solistin und Choreografin der Usbekischen Philharmonie und des Staatsoper und Balletttheaters Usbekistans. Sie sang, tanzte und arbeitete 45 Tage lang als Bauarbeiterin am Großer Ferghanakanal. Als nicht mehr junge Person ging sie zum Bau des Bratsk-Wasserkraftwerks in die Oblast Irkutsk.
Von 1941 bis 1969 war sie Organisatorin, künstlerische Leiterin, Ballettmeisterin und Solistin des Musikensembles der Usbekischen Philharmonie. Ihre künstlerische Tätigkeit verband sie mit einer intensiven Agitationsarbeit und nahm aktiv an der Bewegung zur Befreiung muslimischer Frauen teil.
Während des Krieges war sie aktiv in Frontbrigaden tätig, gab über 1000 Konzerte, trug zur Verteidigung bei und spendete den ihr verliehenen Stalinpreis für den Bau von Flugzeugen und Panzern. Im Jahr 1944 trat sie mit Konzerten vor den mobilisierten Arbeitern in den Gebieten Tscheljabinsk und Molotow auf.
Sie war seit 1941 Mitglied der KPdSU. Ab 1937 und 1948 war sie Abgeordnete des Obersten Sowjets der Usbekischen SSR.
Sie starb am 30. Juni 1991 in Taschkent und wurde auf dem Chigʻatoy Friedhof beerdigt.

## Schaffen
Tamara Khanum war eine Pionierin der Reform des Ausdrucksstils des usbekischen weiblichen Tanzes. Sie studierte den Gesangs- und Tanzfolklore verschiedener Völker und schuf das Genre der Gesangs- und Tanzminiatur. In ihren Programmen Lieder und Tänze der Völker der UdSSR und Lieder und Tänze der Völker der Welt präsentierte sie über 500 Lieder in 86 Sprachen, choreografische Kompositionen und Tänze vieler Völker der Welt.
Ihre darstellerische Kunst zeichnete sich durch eine besondere Ausdrucksstärke der Mimik und Gestik aus („singende Hände“). Zu den Tänzen gehörten usbekische Tänze wie Kataugon, Kari Navo, Keshayuan, Pilya, sowie die Choreografie der Choresm-Suite (Dil Hrouk, Sadr und andere). Sie war an der Erstellung des Librettos für das erste usbekische Ballett Gulandom von Jewgeni Brussilowski beteiligt und führte darin ihre eigenen Tänze auf.
Sie trat auch im Ausland auf, darunter in Frankreich (1925), England (1935), Polen (1948), China (1953), Norwegen (1953), Indonesien (1957), der Tschechoslowakei (1959), Deutschland, Iran, Italien, der Türkei, Indien, der Mongolei, Pakistan und anderen Ländern.
Sie war eine der ersten, die die usbekische Kunst im Ausland präsentierten, auf der Weltausstellung Exposition internationale des arts décoratifs et industriels modernes in Paris (1925). Sie nahm fener am 1. Weltfestival des Volkstanzes in London (1935) teil.

## Auszeichnungen
- Volkskünstler der UdSSR (1956)
- Stalinpreis II. Klasse (1941)
- Leninorden (1976)
- Orden des Vaterländischen Krieges II. Klasse (1985)
- fünf Orden des Roten Banners der Arbeit (1937, 1950, 1951, 1959, 1967)
- Ehrenzeichen der Sowjetunion (1939)
- Jubiläumsmedaille „Zum Gedenken an den 100. Geburtstag von Wladimir Iljitsch Lenin“
- Medaille „Für die Verteidigung des Kaukasus“ (1943)
- Medaille „Sieg über Deutschland“ (1945)
- Medaille „20. Jahrestag des Sieges im Großen Vaterländischen Krieg 1941–1945“
- Medaille „30. Jahrestag des Sieges im Großen Vaterländischen Krieg 1941–1945“
- Medaille „40. Jahrestag des Sieges im Großen Vaterländischen Krieg 1941–1945“
- Medaille „Für heldenmütige Arbeit im Großen Vaterländischen Krieg 1941–1945“ (1946)
- Medaille „50 Jahre Streitkräfte der UdSSR“
- Medaille „60 Jahre Streitkräfte der UdSSR“
- Medaille „70 Jahre Streitkräfte der UdSSR“